# Sole-Erdwärmeübertrager
Ein Sole-Erdwärmeübertrager oder Sole-Erdwärmetauscher (abgekürzt Sole-EWT) ist ein Wärmeübertrager, der in Lüftungsanlagen von Gebäuden eingesetzt wird. Anders als beim klassischen Erdwärmeübertrager, bei dem die Luft direkt mit dem Erdreich Wärme austauscht, wird beim Sole-EWT über in den Boden eingebrachte soledurchströmte (i. d. R. Glycol/Wasser-Gemisch) Kunststoffrohre Bodenwärme aufgenommen und über einen separaten Sole/Luft-Wärmetauscher an die Luft abgegeben. Wie beim „klassischen“ EWT kann der Luft im Sommer auch Wärmeenergie entzogen werden.
Vorteile gegenüber „klassischen“ Erdwärmetauschern:
- geringerer Verlegeaufwand, da kein einheitliches Gefälle der Kollektorleitungen beachtet werden muss
- geringerer Materialpreis aufgrund des verwendeten Kollektor-Rohrmaterials
- keine Reinigung des im Erdreich befindlichen Wärmetauschers notwendig, da kein "Lebensmittel Luft in schwer zugänglicher Erdleitung"
- gewünschte Lufttemperatur für die winterliche Vorwärmung bzw. sommlicher Vorkühlung ist in weitem Bereich einstellbar, indem die Fördermenge der Sole variiert wird,
- keine Bypass-Klappe in der Außenluftansaugung für Außentemperaturen 7–20 Grad erforderlich.
- Je nach Randbedingungen können pro kWh Strom 12–18 kWh Nutzwärme bzw. Nutzkälte gewonnen werden.

Nachteile gegenüber Luftkanal-Erdwärmetauschern:
- Hilfsenergie für die Solepumpe notwendig. Spielt mit Hocheffizienz-Solepumpen keine Rolle mehr.
- insgesamt mehr Haustechnik (Regler für Solepumpe, Temperaturfühler, Membranausdehnungsgefäß etc.)